# Theonest
Der Heilige Theonest (* im 4. Jahrhundert; † im 5. Jahrhundert in Poitiers) soll in der ersten Hälfte des 5. Jahrhunderts Bischof von Mainz gewesen sein.

## Leben und Legenden
Die kirchlichen Quellen über das Leben des Theonest und anderer vorbonifatianischer Mainzer Bischöfe in der Zeit nach dem Niedergang des römischen Mogontiacum (350 bis 450) wie Crescens, Aureus und Maximus, sind stark von Legenden geprägt. Der Name Theomast/ Theonestus fehlt in den Bischofslisten, ist aber in anderen Quellen überliefert. Möglicherweise leitete er anstelle des 406 vertriebenen Aureus die Mainzer Kirche.
Das älteste Zeugnis über Theonest stammt aus einem hagiographischen Werk des Gregor von Tours, das er zwischen 573 und 594 verfasste. Er sei Bischof von Mainz gewesen, jedoch später aus der Stadt vertrieben worden. Er ging nach Poitiers, wo er starb.
Theonest soll Anfang des 5. Jahrhunderts zusammen mit Alban nach Mainz gekommen sein. Beide predigten gegen die Lehren der Arianer. Im Jahr 406 kam es bei Mainz zum Rheinübergang mehrerer germanischer Gruppen, bei dem der in Mainz später als Heiliger verehrte Alban das Martyrium erlitt. Einer Überlieferung zufolge wurde Alban enthauptet und soll seinen Kopf an der Stelle niedergelegt haben, an der später die Kirche St. Alban erbaut wurde, aus der das Stift St. Alban entstand. Um Theomast/Theonest ranken sich zwei Heiligenlegenden; er wird mit Theonestus von Philippi verwechselt.
In der Stadt Kaub entstand die Legende, dass Theonest von Arianern gesteinigt und in ein durchlöchertes Weinfass („cupa vini“) gezwängt haben. Das warfen sie in den  Rhein. Ein Stadtsiegel zeigt den Bischof in einem Kufe / Schiff. Der Name Kaub könnte auf diese Legende zurückgehen.
Nach einem Martyrologium des späteren Mainzer Erzbischofs Rabanus Maurus stimmt seine Vita mit der des Theonest (Theonistus, Thonistus, Onistus) von Altino, Bischof der Insel Namsia, überein. Der Mainzer Historiker Franz Staab berichtet von drei Viten des Heiligen Theonest.

## Verehrung
Traditionell wird Theonest im Bistum Mainz als Heiliger verehrt. Ihm war die Theonestkapelle im Mainzer Gartenfeld geweiht, die seit 791 belegt ist.
Im 10. Jahrhundert wurden Reliquien, die dem Heiligen Theonest zugeordnet wurden, durch den Mainzer Bischof Hildebert dem Stift St. Alban vor Mainz übergeben. Seit dem späten Mittelalter wurden dort Creszenz, Aureus und Theonest als Stadtpatrone verehrt. Daneben wird Theonest (von Altino) auch im Bistum Treviso besonders verehrt.
Das Fest des heiligen Theonest ist ein Eigenfest der Diözese Mainz und wird nach dem Diözesankalender am 27. Juni gefeiert. Heute befinden sich die Reliquien des Theonest und anderer früher Mainzer Heiligen in einem Reliquienschrein in der Ostkrypta des Mainzer Domes.